# Saqueig de Lisboa (798)
El saqueig de Lisboa va ser una expedició a Lisboa dirigida per Alfons II d'Astúries. L'expedició va tenir èxit i va assegurar Galícia fins al Minho. No obstant això, va abandonar la ciutat el mateix dia. Segons Mariano Torrente, va ser una venjança per les incursions militars enviades per l'emir de Qúrtuba contra el Regne d'Astúries durant la batalla de Lutos.

## L'expedició
Alfons II d'Astúries, ja que tenia una aliança amb el Regne Franc, va decidir envair la part occidental de la península per distreure les forces morisques, ja trencades per la seva guerra civil. Va creuar el Duero, va arribar al Tajo i, després d'una certa resistència, va capturar i saquejar la ciutat. No obstant això, va abandonar la ciutat el mateix dia.

## Conseqüències
Després del saqueig, Alfons II va enviar a Carlemany cotes de malla, mules, captius moriscos i una tenda d'un cap sarraí. Lisboa va poder romandre abandonada durant una dècada fins que Tumlus va començar una rebel·lió i va ser executada pel Emirat de Qúrtuba l'any 808.